# Aphotic
Aphotic — восьмой студийный музыкальный альбом американской группы Novembers Doom. Альбом был выпущен 10 мая 2011 года на лейбле The End Records.

## Предыстория
Майк Фельдман заменил Криса Виско.
Участники группы слышали игру Фельдмана в составе местных групп Degradation и Judas Beast (трибьют-группе, исполнявшей каверы песен Iron Maiden и Judas Priest). Сочтя его манеру исполнения подходящей для Novembers Doom, его пригласили на прослушивание после чего предложили присоединиться к группе.
Первые выступления нового состава группы состоялись в родном Чикаго, а затем в Европе в рамках 2,5-недельного тура, прошедшего в начале 2010 года.

## Запись
Работа над альбомом началась в начале 2010 года перед заключительным европейским турне. После возвращения из Европы и непродолжительного отдыха работа над альбомом была продолжена. Робертс говорил, что в дороге работать над альбомом у их группы не получается, лишь 1-2 риффа ему пришли в голову во время саундчеков и не более того.
В начале ноября 2010 года группа объявила о начале записи альбома. Для записи своего восьмого альбома группа вновь выбрала расинскую студию Belle City Sound, продолжив сотрудничество с Крисом Виско и шведским продюсером и музыкантом Даном Сванё.
По словам Пола Кюра, работу над новым альбомом группа вела по новой методике. При создании предыдущих альбомов гитаристы, как правило, приносили уже практически готовую музыку песни, после чего остальные участники группы корректировали свои партии в этих песнях. В этот раз все участники сообща работали над материалом с самого начала, благодаря чему каждый из них смог внести больший вклад в каждую композицию. Кюр положительно оценивал этот подход, считая, что отправляясь в студию, группа была более уверена в себе, более готова к записи и более довольна своим материалом. Обычно первые идеи предлагал Робертс и Марчезе, после чего остальные участники начинали предлагать собственные идеи и изменения. Аналогично, и для Aphotic все риффы и заготовки песни были написаны ими. Но в этот раз в создании заготовок принимал участие и Фельдман, что для них было непривычно, так как бас-гитаристы до этого момента крайне редко принимали участие на данном этапе. Несмотря на то, что текстами занимался по-прежнему Кюр, на этот раз свой вклад в их корректировку внёс и Робертс, главным образом помощью в принятии решений.
Смена подхода, по мнению Кюра, к созданию альбома не была чем-то сознательно запланированным, скорее вынужденной мерой. Зачастую, перед работой над очередным альбомом, группа решала очередные проблемы с составом. Кроме того, нередки были случаи, когда из-за событий в личной жизни тот или иной участник не мог работать над альбомом наравне со всеми, а остальные участники начинали думать, что они подстраиваются под этого участника, тем самым не давая группе выложиться в полную силу. Кюр сравнивал подобные ситуации с неким «фильтром», через которые проходили все предложенные идеи. В этот раз группа смогла отказаться от этого «фильтра» и при работе над Aphotic каждый из участников внёс свою лепту в создание нового материала на каждом из этапов. Именно этим Робертс и объяснял столь большое различие между песнями альбома. Он говорил, что благодаря участию всех членов группы на ранних стадиях создания песен удалось избежать перекоса в сторону чрезмерного влияния лишь какого-либо одного участника группы на материал.
Подобное мнение высказывал и Робертс. По его словам, предыдущий альбом группа писала вскоре после смены барабанщика, что угнетающе действовало на группу. А при работе над Aphotic, несмотря на не столь давний приход Фельдмана, подобной проблемы не было, поскольку коллектив уже успел сработаться к этому времени. Благодаря этому группа смогла спокойно работать и уделить достаточно времени для проработки деталей перед записью. Тем не менее, когда альбом был уже наполовину записан, Хорн объявил о своём переезде в Нью-Мексико. Некоторое время группа решала, сможет ли он дальше участвовать в записи или нет. Благодаря своему опыту, Хорн смог успешно закончить запись своих партий, периодически приезжая в студию.
При работе над Aphotic был учтён и опыт работы над предыдущими альбомами. При работе над The Pale Haunt Departure (2005) группа стремилась сделать что-то новое по сравнению с To Welcome the Fade (2002). Работа над The Novella Reservoir (2007) стала для группы таким же шагом вперёд. Но альбом Into Night's Requiem Infernal (2009) был попыткой группы оглянуться назад и переосмыслить всё то, что она сделала на предыдущих альбомах. Кюр говорил в интервью, что это была такая попытка взять всё самое лучшее из старого материала и создать его улучшенную версию: «Поэтому я думаю, что когда люди слушают Into Night’s Requiem Infernal, то они не слышат прогресса, они слышат как мы стараемся делать то, что умеем лучше всего». И прежде чем приступить к работе над новым альбомом группа завершила этот период своей жизни, решив, что настало время двигаться вперёд и «попытаться создать нечто новое, чего в прошлом лишь касались».
Для работы над альбомом вновь был приглашён Дан Сванё, с которым группа сотрудничала ещё со времён работы над The Pale Haunt Departure (2005), соответственно, Aphotic стал четвёртым альбомом Novembers Doom, который он сводил (помимо этого, он ещё работал и над альбомом Disposing of Betrayers проекта These Are They). В качестве инженера звукозаписи был приглашён Крис Джуричич, ранее игравший в Novembers Doom на бас-гитаре.
Как и предыдущий альбом Aphotic также должен был быть издан лейблом The End Records. В качестве предварительной даты выхода указывалась весна 2011 года. Пол Кюр тогда заявил, что участники «планируют получить что-то новое от группы». По его словам, в основе нового материала лежит всё то творчество группы, складывавшееся годами, но в новом направлении.
Запись материала завершилась в сентябре 2010 года. В октябре-ноябре было завершено сведение альбома. В феврале 2011 года было объявлено о завершении работы над альбомом и выходе альбома в мае 2011 года. Кюр сказал, что «цель группы — никогда не повторяться».

## Обложка
Для создания обложки к новому диску группа вновь прибегла к услугам Томми Дженеста, который рисовал обложку к предыдущему альбому группы. Дженест предложил несколько своих идей, но Кюр, имевший собственное представление об обложке для нового альбома, объяснил ему, что от него требуется. Робертс в интервью говорил, что оформление альбома связано с песнями на нём, а в особенности с «The Dark Host», открывающей его. Он считал, что эта песня и обложка задают тон всему остальному материалу, причем несмотря на различие между песнями, мрачное настроение доминирует в нём.

## Музыка и тексты

### Список композиций
Все тексты написаны Полом Кюром, вся музыка написана участниками Novembers Doom.
| №                   | Название                                    | Длительность |
| ------------------- | ------------------------------------------- | ------------ |
| 1.                  | «The Dark Host»                             | 8:08         |
| 2.                  | «Harvest Scythe»                            | 5:42         |
| 3.                  | «Buried»                                    | 6:32         |
| 4.                  | «What Could Have Been»                      | 6:33         |
| 5.                  | «Of Age And Origin — Part 1: A Violent Day» | 5:04         |
| 6.                  | «Of Age And Origin — Part 2: A Day Of Joy»  | 3:19         |
| 7.                  | «Six Sides»                                 | 7:47         |
| 8.                  | «Shadow Play»                               | 7:46         |
| Общая длительность: | Общая длительность:                         | 50:51        |

### Жанр и стилистика
Говоря о жанре Novembers Doom, Робертс подчёркивал, что сама группа никогда не позиционировала себя как дум-метал-группу. По его мнению, подобное навешивание ярлыков было связано с наличием составляющей дум-метала в творчестве группы, а также с её названием. Сам Робертс предпочитал определять свою музыку в первую очередь как «дарк-метал», нежели «дум-метал». По его словам, большое влияние на их музыку оказывают как личные переживания музыкантов, так и различные внешние события. Робертс подчёркивал, что в творчестве Novembers Doom музыканты предпочитают идти вперёд, не ограничиваясь лишь каким-либо определёнными жанровыми рамками, и негативно отзывался о попытках искусственно упрощать их творчество, характеризуя его как «дум-метал».
Робертс говорил, что работая в студии группа продолжала экспериментировать с новыми идеями и звучанием. При работе над Aphotic преследовались две цели: сделать качественный продукт и при этом он недолжен был быть похожим на старый материал, но сохранять узнаваемый стиль и звучание Novembers Doom. Робертс признавался в интервью, что для записи этого альбома ему приходилось отступать о привычных подходов к записи гитарных партий: где-то нужно было играть более технично, а где-то, наоборот, приходилось сдерживать себя и играть более примитивно, чем хотелось.
Что касается элементов дэт-метала, в той или иной степени характерного для альбомов Novembers Doom, то музыканты не планировали специально их использовать. Робертс объяснял это «естественными причинами». По его словам, на альбоме присутствует влияние самых разнообразных стилей и жанров, многие из которых не имеют ничего общего с дум-металом и дэт-металом. Кюр, в свою очередь, отрицает влияние своего сайд-проекта These Are They на материал Novembers Doom. Например, несмотря на то, что материал для альбомов Disposing Of Betrayers (2010) и Into Night’s Requiem Infernal (2009) был написан примерно в одно время, тематика как этих альбомов, так и обеих групп весьма различна. Композиции Novembers Doom посвящены личным переживаниям, а для These Are They материал ищется в Интернете. Кроме того, по словам Кюра, в Novembers Doom он старается пробовать новые подходы к исполнению вокальных партий, а These Are They — это «олд-скульная агрессия» и «дань уважения его дэт-метал-корням». Поэтому с точки зрения Кюра пересечений между этими двумя группами нет.

### Тематика и название
Как правило, лирика каждого альбома была связана с личными проблемами Кюра. Так, например, песни с альбома To Welcome The Fade были связаны с вопросом значимости человека, песни с The Novella Reservoir были посвящены воде и всему, что с ней связано. На Into Night’s Requiem Infernal исследовалась религия, на The Pale Haunt Departure — осень. Главной темой Aphotic стала тьма во всех смыслах этого слова: не только чернота, но и та тьма, что живёт в душах людей. Собственно, само название альбома Aphotic было взято в честь афотической зоны — научного термина, обозначающего участок морского дна, недоступный для света. Кюр давал определение так: «Aphotic — это полное отсутствие света». На этапе работы над текстами музыка для них была тёмной и мрачной, поэтому Кюр считал, что название также должно отражать тематику песен, поэтому он хотел какое-нибудь короткое и интересное название, как можно меньшим количеством слов выражающее суть альбома. Слово «Aphotic», по его мнению, подошло как нельзя лучше.
Робертс отмечал в интервью, что название альбома, выбранное Кюром, в свою очередь значительной степени повлияло на тематику и звучание песен. Даже те фрагменты композиций, которые звучат довольно мягко, не являются «проблесками»: это всё та же темнота и безысходность. «Темнота определённо доминирует на альбоме — и в музыке, и в лирике», подчёркивал он.
Работа над лирикой на подобную тематику является для Кюра своего рода терапевтикой. Он сам указывает это как одну из главных причин, по которой он всё ещё продолжает заниматься своим творчеством: «Это для меня. Я пишу для себя, я пишу свою собственную терапию». Для Кюра это ещё и как возможность освободиться от напряжения, накапливающегося от ежедневных проблем. Процесс написания песен он даже называл «катарсисом».
Робертс, напротив, подчёркивал, что при работе над новым альбомом группа в значительной мере отошла от выражения личных терзаний. Он говорил, что на диске есть как личные и эмоциональные композиции («What Could Have Been»), так и вымышленные мрачные истории («Six Sides»), более характерные для альбома The Knowing.

### Композиции
Саша Хорн называл песню «Harvest Scythe» в качестве одной из двух своих любимых композиций с альбома Aphotic. Он объясняет это тем, что она привлекает его как барабанщика, и ему нравится её исполнять. Будучи заядлым приверженцем панк-музыки за её «расхлябанность», Хорн при работе над «Harvest Scythe» старался воспроизвести такое же ощущение. Аналогичный подход он использовал и при работе над «Shadow Play», но в гораздо меньшей степени. Черновые варианты обеих песен были написаны Хорном и Робертсом в подвале дома последнего.
Как правило, на каждом из альбомов группа старается написать какую-либо песню, выходящую за рамки большей части её творчества. Кюр объясняет это большим влиянием на творчество группы различных стилей, так как никто из участников группы не ограничивается прослушиванием исключительно метал-музыки. Сам Кюр считает, что трудно определить какой-либо конкретный жанр для Novembers Doom: «Люди называют нас дэт-метал-группой. Что ж, „What Could Have Been“ — это самая далёкая от дэт-метала вещь, что может быть». Группа ранее уже записывала баллады «Autumn Reflection», «Twilight Innocence» и «If Forever», и решила, что в следующая баллада будет звучать иначе. Ларри Робертсу пришла в голову идея написать акустическую партию без ударных и баса, но с использованием вокала, пианино и скрипки. По мере развития данной идеи группа пришла к пониманию, что для её исполнения нужно что-то особенное и для её исполнения было решено пригласить Аннеке ван Гирсберген. Кюр и Робертс объясняли свой выбор тем, что являются давними поклонниками творчества ван Гирсберген и, кроме того, она — давний друг Пола, с которым познакомилась в ходе одного из туров несколькими годами ранее. Благодаря личному знакомству с ней, Кюр обратился к ван Гирсберген с предложением исполнить партии вокала в этой песне, в ответ на что она ответила согласием.
Работая вместе со Сванё над композицией «Of Age And Origin — Part 1», группа не планировала использовать его как вокалиста. Кюр послал ему запись и предложил идею наложить какой-нибудь вокальный эффект на припев. Вместе они начали перебирать различные варианты: Сванё присылал новые версии, но Кюра они не устраивали: «Я просто не чувствую это. Мне не нравится этот эффект. Он не там где мне нужно». Кюр объяснил, что хотел, чтобы во время припева параллельно с гроулом тихо исполнялась строчка куплета, а не использовался эффект «эха». Тогда в ответ он получил новую версию, в которой Сванё наложил свой негромкий вокал и добавил гроул. Этот вариант вполне устроил Кюра.
«Of Age And Origin — Part 2» стала композицией, которая заставила Кюра понервничать, так как его голос оказался слегка выше, чем нужно было для её записи. Кюру до этого момента не приходилось петь в студии в таком диапазоне, поэтому перед записью он боялся, что не справится с задачей. Неожиданно для него самого запись прошла довольно легко. Кюр признавался, что этот эпизод заставил его задуматься о том, чтобы взять несколько уроков вокала (до этого он никогда не учился этому).

## Выпуск и продвижение
В феврале 2011 года была опубликована первая песня с нового альбома. Ею стала Of Age And Origin — Part 1: A Violent Day, выложенная для бесплатного прослушивания на официальной странице лейбла The End Records на сайте Bandcamp.
Видео на песню «What Could Have Been» было опубликовано 5 мая 2011 года на официальном канале группы на Youtube. Клип был снят Тони Майлзом и компанией Cage XXI Enterprises, которые снимали и предыдущие клипы группы на песни «Autumn Reflection» и «A Eulogy for the Living Lost». Робертс не принял участия в съёмках из-за проблем со здоровьем.

## Концертные выступления
Для поддержки нового альбома группа планировала уже в мае начать гастролировать по восточной части США: Бостон, Нью-Йорк, Делавэр, Чикаго. К лету планировалось охватить регионы, расположенные на Среднем Западе, а Западное побережье Кюр хотел посетить в сентябре. Главной целью 2011 года, по его словам, было охватить как можно больше главных рынков США. Однако личная жизнь музыкантов Novembers Doom весьма затрудняла достижение этой цели, поскольку они могли себе позволить лишь короткие турне, длиной не более недели подряд. Концерты в Европе планировались на начало 2012 года.
На концертах планировалось исполнять Aphotic целиком, однако исполнение песни «What Could Have Been» вызвало затруднение. Проблемой стало то, что ван Гирсберген исполнила значительную часть вокала для этой песни, и на этом вся композиция и строилась. Но поскольку Аннеке живёт в Нидерландах, то очевидно было, что ради исполнения лишь одной песни она приехать не сможет. Для решения этой проблемы обсуждался варианта, который предусматривал показ видеоклипа, снятого на эту песню, а Кюр и Робертс должны были стоя на сцене играть свои партии для этой песни. Кюр подчёркивал, что «это не та песня, которую мы планируем играть в нашем обычном сете на протяжении всего тура». Речь шла лишь об одном шоу, в рамках которого группа сыграла бы весь альбом от начала до конца, а на остальных концертах исполняла бы адаптированный сет-лист.
В мае-июне выступления проходили благополучно, но Кюру и Робертсу приходилось бороться с проблемами со здоровьем.

## Участники записи
| Novembers Doom - Пол Кюр — вокал - Ларри Робертс — гитара - Вито Марчезе — гитара - Саша Хорн — ударные - Майк Фельдман — бас-гитара Другие музыканты - Аннеке ван Гирсберген — вокал («What Could Have Been») - Дан Сванё — вокал («Of Age And Origin») - Рэйчел Бартон Пайн — скрипка - Бен Джонсон — клавишные | Персонал - Участники Novembers Doom — продюсеры - Крис Виско — звукорежиссёр (Belle City Sound, Расин) - Дан Сванё — сведение и мастеринг (Square One, Эребру) - Томми Дженест — обложка и внешнее оформление альбома - Джейсон Хикс — внутреннее оформление альбома - Рэймонд Бойкин — фотограф - Чип Кокс — юридическая поддержка |  |

## История релиза
В мае 2012 года Кюр и Фельдман объявили о создании собственного лейбла Charred Owen. По их словам, причиной его создание стали «ностальгия и желание видеть свою работу, выпущенной на бессмертном формате — виниле». Первым релизом нового лейбла стало совместное с The End Records переиздание Aphotic на двойном виниле, выпущенное 19 июня того же года.
| Регион       | Дата        | Лейбл           | Форматы | Каталог |
| ------------ | ----------- | --------------- | ------- | ------- |
| Во всём мире | 10 мая 2011 | The End Records | ЦД      |         |
| США          | 10 мая 2011 | The End Records | CD      |         |